# Mac-on-Linux
Mac-on-Linux は、オープンソースの仮想機械プログラムであり、Linuxが動作している PowerPC マシン上で Mac OS を動作させる。他の PowerPC ベースのオペレーティングシステム (OS) を動作させることもできる（サポートしているOSとしては、Classic Mac OS、Mac OS X、Linux など）。